# Сувалкский уезд
Сувалкский уезд — административная единица в составе Сувалкской губернии, входившей в состав Царства Польского Российской империи (1867—1917). Центр — уездный город Сувалки.

## История
Сувалкский уезд был образован в 1867 году в составе Сувалкской губернии.
В 1919 году Сувалкский уезд отошёл к Польше.

## Население
По данным переписи 1897 года в уезде проживало 92,9 тыс. чел. В том числе поляки — 66,8 %; евреи — 11,3 %; литовцы — 8,5 %; русские — 7,9 %; немцы — 4,3 %. В городе Сувалки проживало 22 648 чел.

## Административное деление
В 1913 году в уезде было 15 гмин: Андржеево (центр — д. Езиорки), Вижайны (центр — Вижайны), Волька (центр — пос. Бакалажево), Гутта (центр — д. Тартак), Еленево (центр — Еленево), Заборишки (центр — д. Шиплишки), Кадаришки (центр — д. Рудка Тартак), Конецбор (центр — усадьба Еглиово), Куков (центр — д. Выходне), Мацьков (центр — Мацьков), Павловка (центр — д. Кружки), Пржеросль (центр — Пржеросль), Сейвы (центр — фольварк Сейвы), Филиппов (центр — Филипово), Чостков (центр — Чостков).